# 嘘も方便
嘘も方便（うそもほうべん）は、法華経からのことわざ。

## 概要
嘘をつくということは良くないことなのであるが、よい結果を得るためには時として嘘をつく必要があるということを意味する。方便というのは仏教においての用語であり、衆生を悟りに導くための手立てのことである。仏教の教えでは不妄語戒というものがあり嘘をつくということは良くないこととされているものの、相手や将来のことを考えたり、物事を円滑に進めるためには、時と場合によっては嘘をつくということも許されるということである。

### 由来
この嘘も方便ということわざは『法華経』という経の『譬喩品』という章で説かれている『三車火宅』という例え話が由来となっている。それによると、あるところに金持ちの老人と、その子供たち30人が一緒に暮らしていたのであるが、あるときにその家が火事になった。老人はすぐに逃げ出せたのであるが、子供たちは火事が起きたことを知らずに無邪気に遊んでいるし、火事の恐ろしさも知らない。老人は家に向かって子供たちに火事であるために早く逃げるように叫んでも子供たちは老人の言うことを聞かない。その時に老人は考えて、それから家に向かって子供たちに、子供たちの大好きな珍しいものがあるから早く来なさいと叫べば子供たちは家の中から出てきて難を逃れることができた。本当は子供たちの大好きな珍しいものなど無く子供たちを逃れさせるために嘘をついたということであり、このことが嘘も方便ということわざになった。